# Miltochrista undulata
Miltochrista undulata är en fjärilsart som beskrevs av John Henry Leech 1899. Miltochrista undulata ingår i släktet Miltochrista och familjen björnspinnare. Inga underarter finns listade i Catalogue of Life.